# Oxigen 18
L'oxigen 18 (18O o O-18) és un isòtop estable natural de l'oxigen i un dels isòtops medioambientals.
El 18O és un important precursor per la producció de fluorodeoxiglucosa (FDG) que es fa servir en la tomografia d'emissió positrònica (PET).

## Paleoclimatologia
En els nuclis de gel principalment àrtics i antàrtics la relació O-18/O-16 (δ18O) es pot fer servir per determinar la temperatura de la precipitació atmosfèrica al llarg del temps. 
 La relació O-18/O-16 (δ18O) també pot ser usada per determinar la paleotermometria en certs tipus de fòssils. Per exemple, es pot determinar les variacions de la temperatura per una closca d'un mol·lusc marí.

## Fisiologia vegetal
En l'estudi de la fotorespiració de les plantes el contingut d'oxigen 18 en l'atmosfera serveix per a mesurar la captació d'oxigen en la via de la fotorespiració. S'ha demostrat que en l'atmosfera preindustrial, la majoria de les plantes reabsorbien, per fotorespiració, la meitat de l'oxigen produït per la fotosíntesi.